# Lloyd (Automarke)

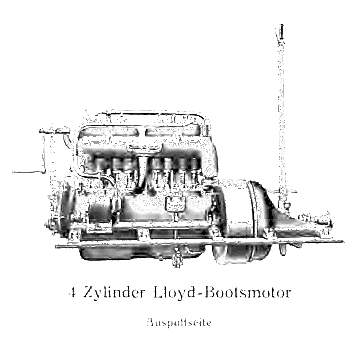
NAMAG LLoyd-Bootsmotor (1910)

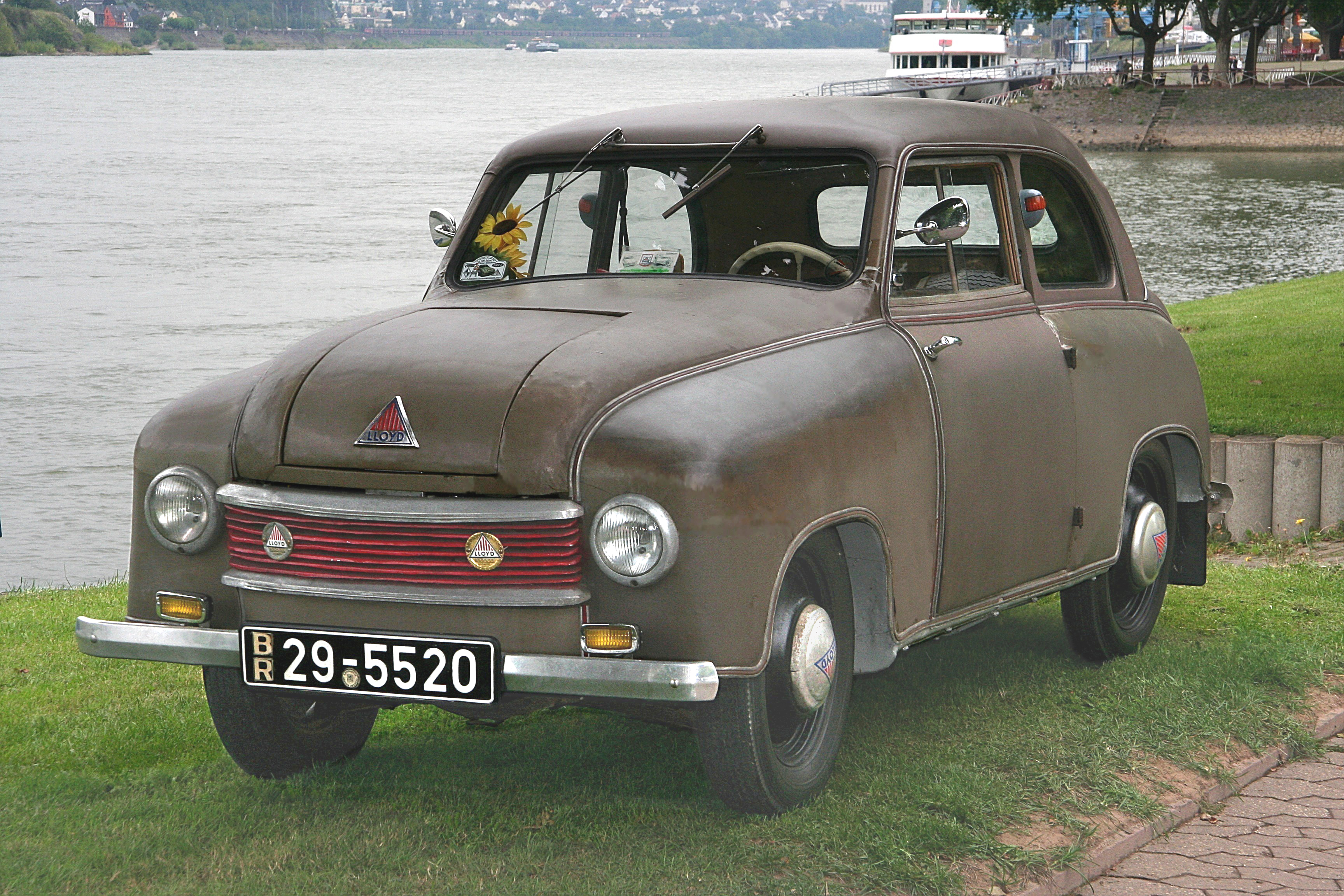
Lloyd LP 300

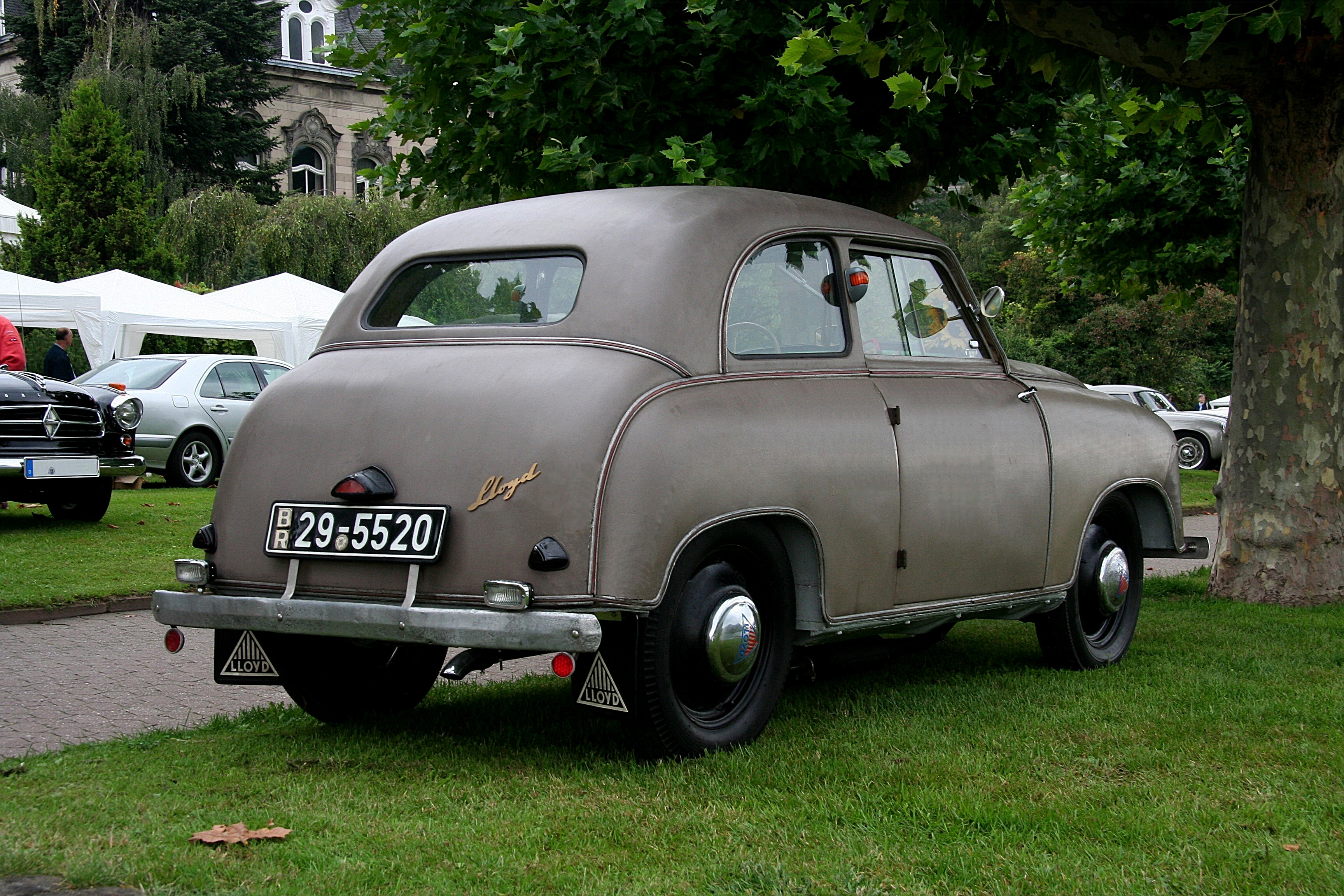
Heck des Lloyd LP 300

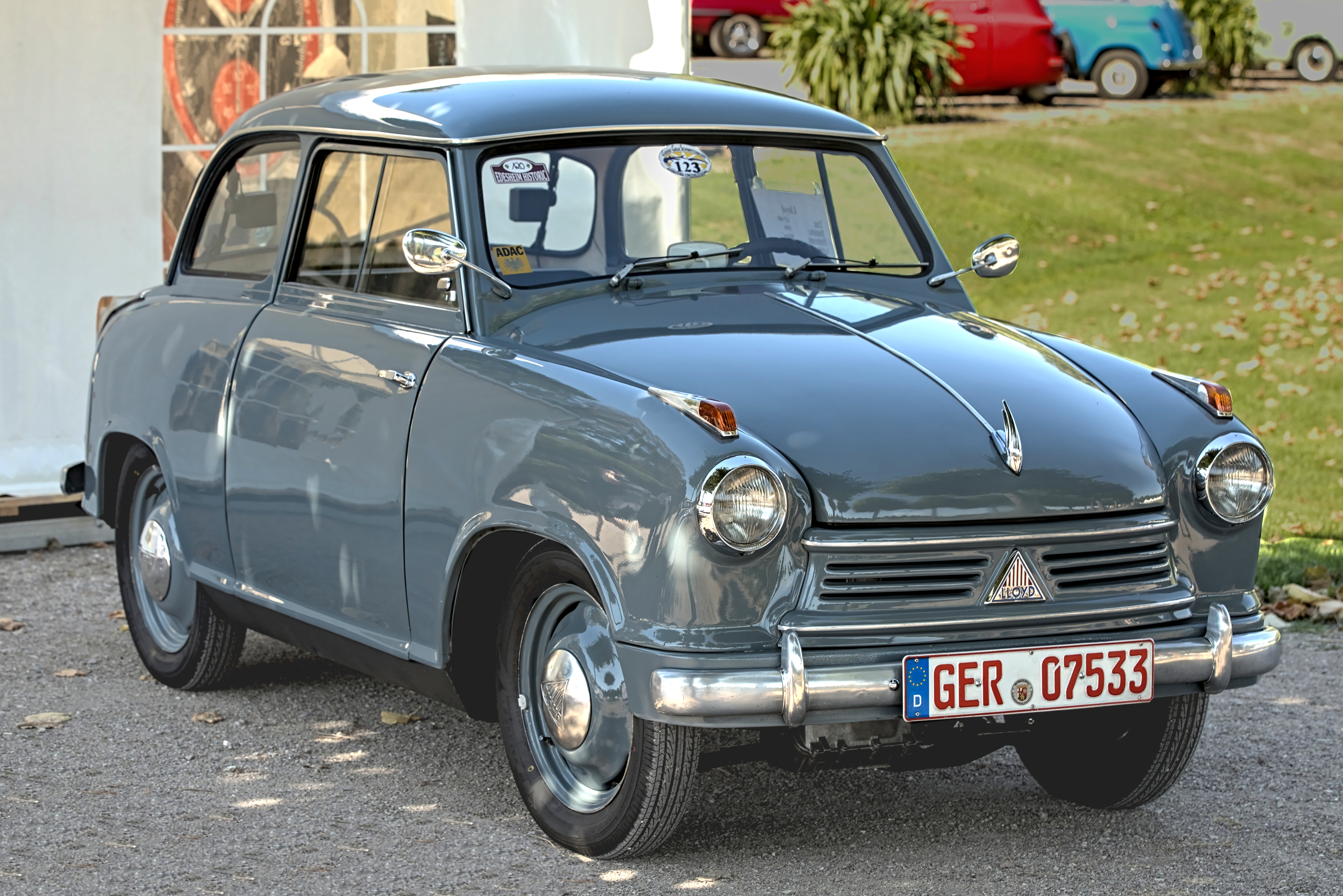
Lloyd LP 600 Limousine

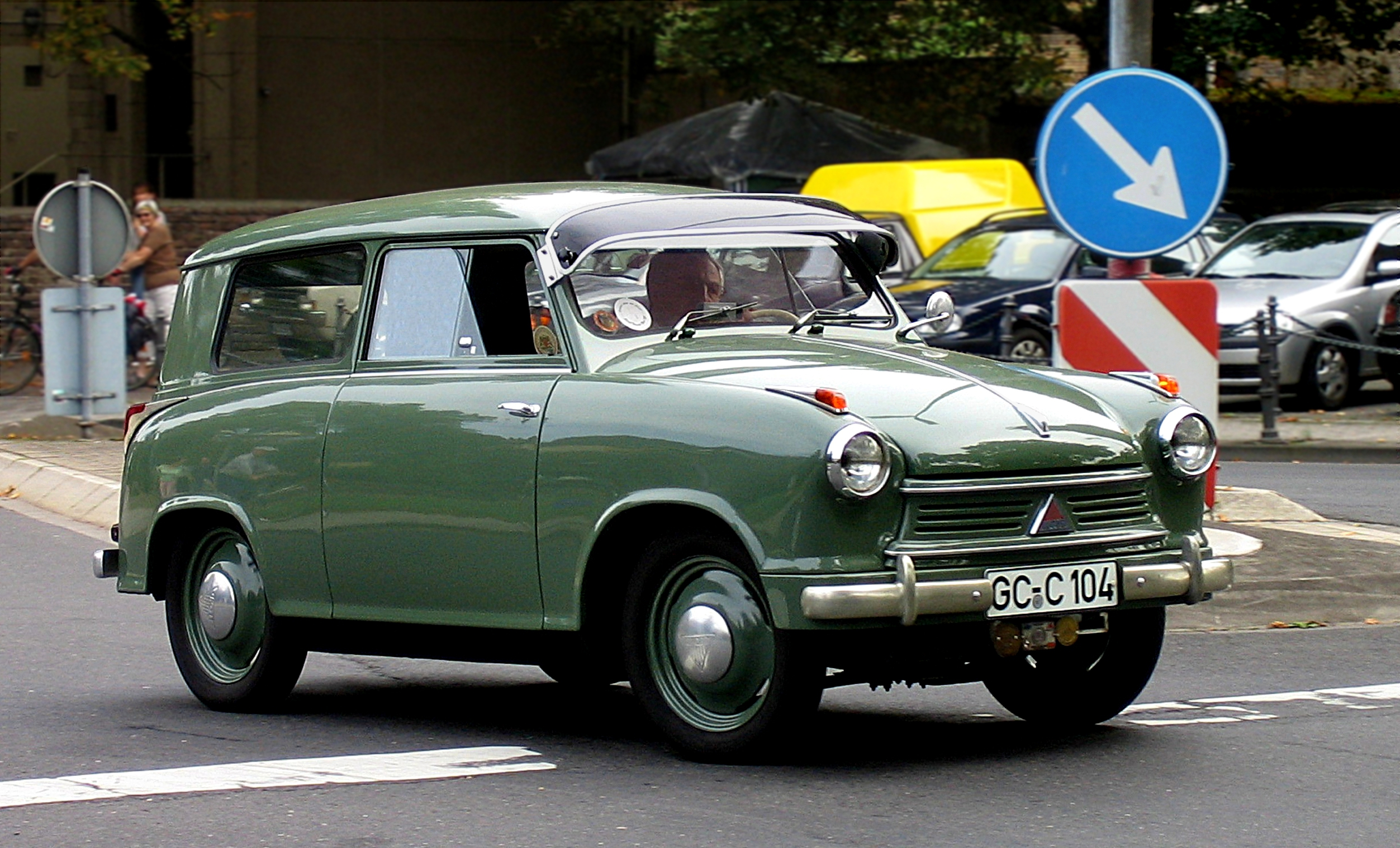
Lloyd LS 600

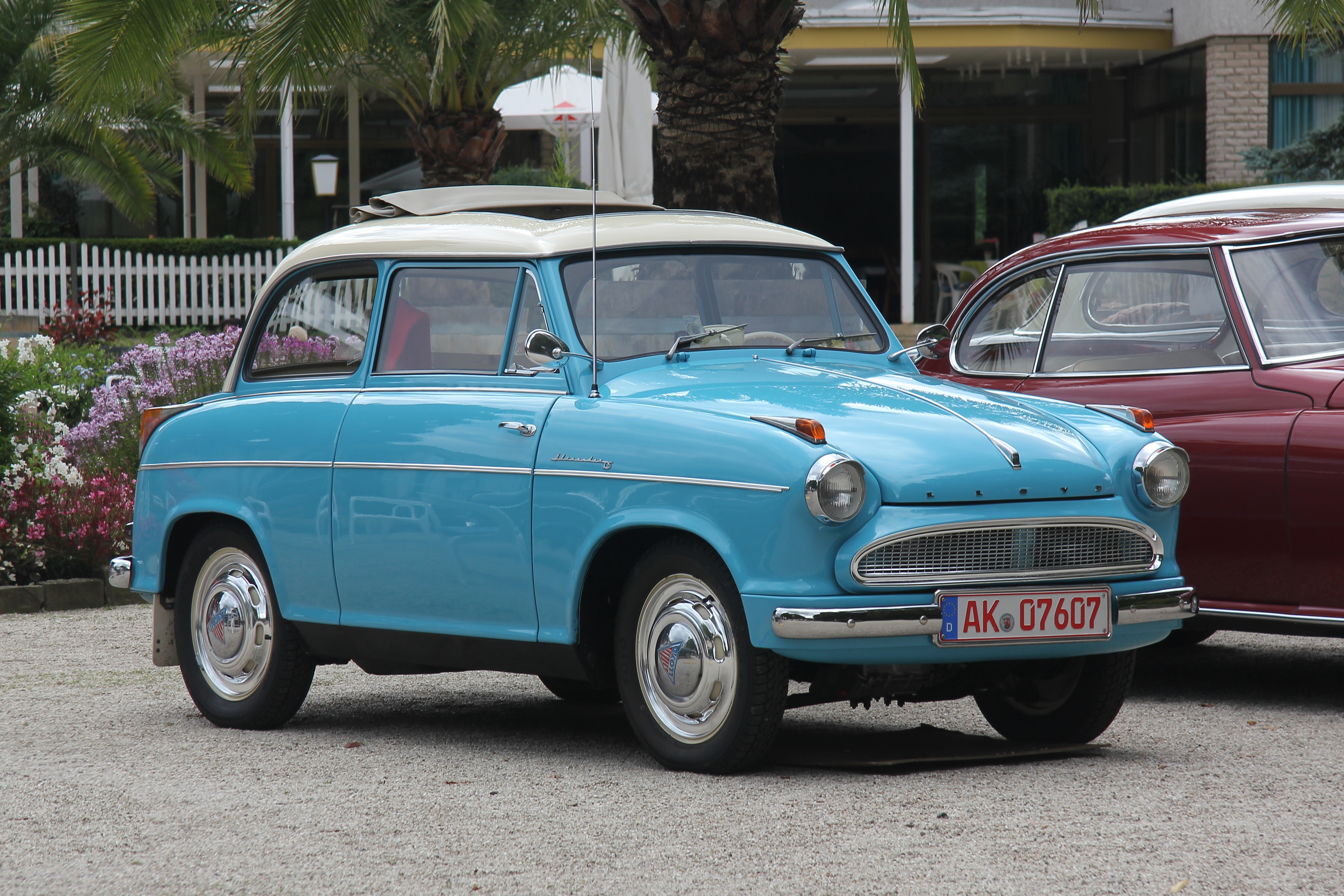
Lloyd Alexander TS

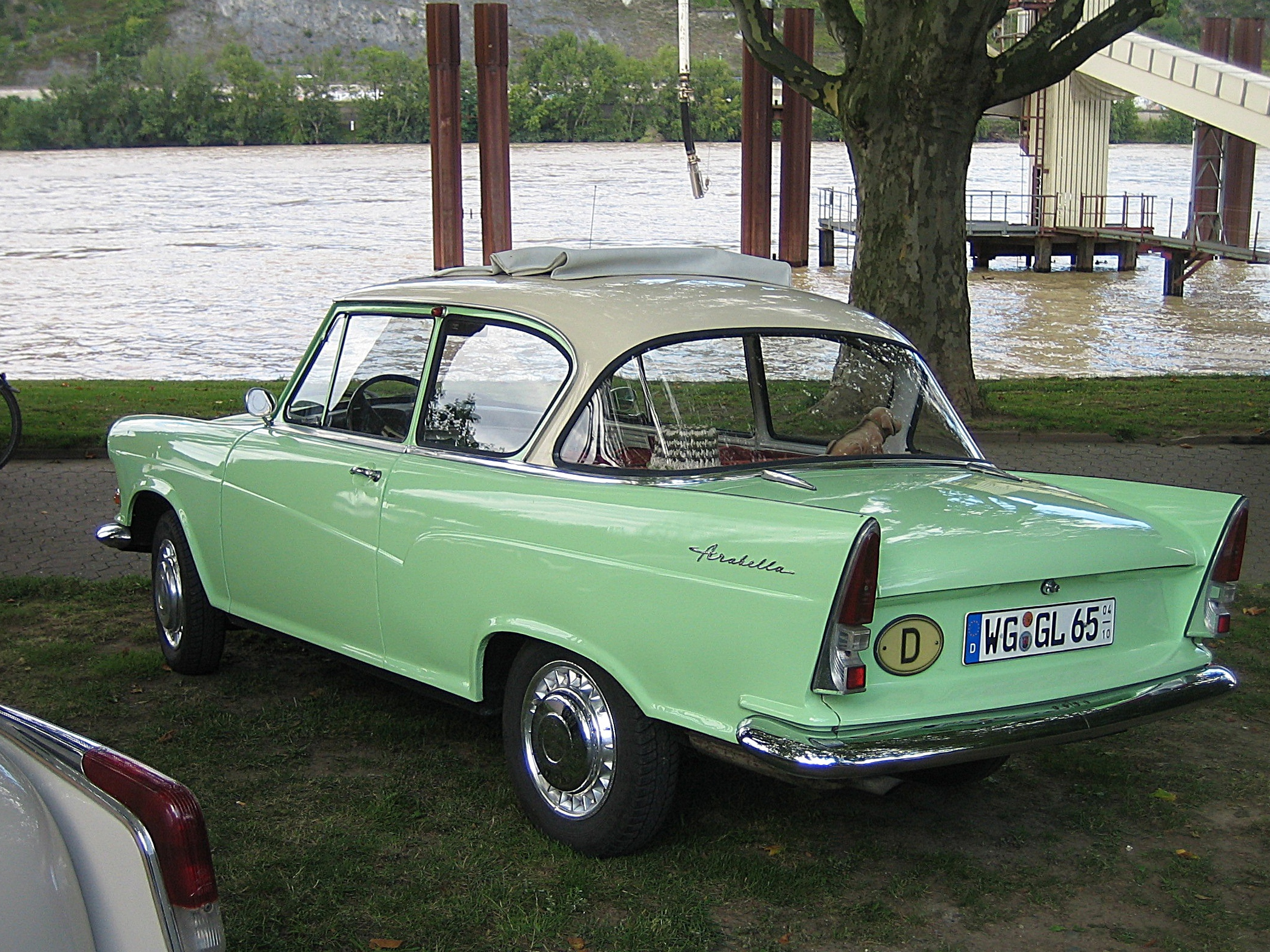
Lloyd Arabella

Lloyd ist der Markenname einiger Automodelle der NAMAG (Norddeutsche Automobil- und Motoren-Actien-Gesellschaft) sowie auch der späteren zur Borgwardgruppe gehörenden Lloyd Motoren Werke G.m.b.H., die am 2. Februar 1949 als Lloyd Maschinenfabrik G.m.b.H. gegründet wurde.

## Geschichtlicher Überblick

### Die Anfänge bis zum Zweiten Weltkrieg
Hinter dem Bremer Automobilhersteller NAMAG stand die Reederei Norddeutscher Lloyd in Bremen. Sie unterhielt zu Beginn des 20. Jahrhunderts eine elektrotechnische Abteilung zur Herstellung von Eisenbahnmotoren. Deren Leiter wurde 1905 der Ingenieur Sigmund Meyer (1873–1935). Aus dieser Abteilung ging 1906 die von Meyer geleitete Norddeutsche Automobil- und Motoren AG (NAMAG) hervor, die Personenwagen, Taxis und Nutzfahrzeuge mit elektrischem Radnabenantrieb Lizenz Kriéger unter den Markennamen Lloyd und NAMAG herstellte. 
1914 fusionierte die Hansa-Automobil GmbH in Varel mit der NAMAG zur Hansa-Lloyd AG mit Sitz in Bremen. Produkte waren hauptsächlich Lastkraftwagen, Traktoren und ein fast unverkäufliches Luxusautomobil.
Mitte 1929 wurde die Aktienmehrheit der Hansa-Lloyd AG von Carl F. W. Borgward und Wilhelm Tecklenborg übernommen. Borgward und Tecklenborg hatten vor der Weltwirtschaftskrise – anders als viele Luxuswagenhersteller – mit ihren kleinen Nutzfahrzeugen, z. B. dem Blitzkarren, einem dreirädrigen Fahrzeug mit 2,2 PS, noch gutes Geld verdienen können und gründeten 1931 als neue Firma die Hansa-Lloyd und Goliath-Werke Borgward & Tecklenborg oHG. Der Name Lloyd wurde daraufhin bis 1950 von der Unternehmensgruppe und ihren Nachfolgern vorerst nicht weiter verwendet – Tecklenborg schied bereits 1937 als Teilhaber aus.

### Neugründung 1949
Im Februar 1949 gründete Carl F. W. Borgward die Lloyd Maschinenfabrik G.m.b.H., die zunächst auf dem Gelände der Goliath-Werk G.m.b.H. in Bremen-Hastedt den Betrieb aufnahm. Das Stammkapital von 100.000 DM brachte zur Hälfte Carl F. W. Borgward auf; 40.000 DM gehörten seiner Ehefrau Elisabeth und 10.000 DM stellte der Ingenieur Wilhelm Lathwesen. Nach einem erfolglosen Versuch, Webstühle nachzubauen, stellte das junge Unternehmen Elektrofahrzeuge (EL 3000) für die britische Besatzungsmacht auf Basis der Wehrmachts-Lkw Borgward B 3000 her. Da Borgward mit den Briten einen dreijährigen Wartungsvertrag zu einem jährlichen Pauschalbetrag abgeschlossen hatte und an den Fahrzeugen kaum Reparaturen erforderlich waren, warf das Geschäft einen guten Gewinn ab. Im Dezember 1950 erhöhten Borgward und seine Frau, nun Alleingesellschafter, das Kapital auf 800.000 DM. Unter Berücksichtigung der Inflation entspricht dies heute einer Summe von 2.496.754 Euro.
Unter der traditionsreichen Bezeichnung Lloyd brachte die Lloyd Maschinenfabrik im Mai 1950 den Kleinwagen LP 300 auf den Markt, dessen Karosserie wegen der damals herrschenden Materialknappheit aus einem Holzgerippe mit Sperrholzbeplankung bestand, die mit Kunstleder (PVC auf Textilgrundlage) überzogen war. Wegen des Kunstleders wurde der Lloyd 300 scherzhaft „Leukoplastbomber“ genannt. Wenig schmeichelhaft war der Reim: „Wer den Tod nicht scheut, fährt Lloyd.“ Der kleine Wagen hatte einen Zentralrohrrahmen mit Querträgern und einer Bodenplatte aus Stahlblech, Radaufhängung an zwei Querblattfedern vorn, Pendelachse mit Längsblattfedern hinten, Zweizylindermotor und Frontantrieb. Der Motor war ein 300 cm³ großer und 10 PS starker Zweitakter, der von der „Ingenieur- und Konstruktions-Arbeitsgemeinschaft“ in Hude bei Oldenburg entworfen worden war. Dort waren ehemalige Mitarbeiter der Auto Union AG aus Mitteldeutschland tätig, sodass Ähnlichkeiten mit DKW-Motoren der Vorkriegszeit unverkennbar waren.
Ende Januar 1951 wurde das Unternehmen in Lloyd Motoren Werke G.m.b.H. umbenannt und wenig später folgte der Umzug in das neue Werk auf einem 200.000 m² großen Gelände an der Richard-Dunkel-Straße in Bremen-Neustadt. Bis 1960 wurde das Werk hier erweitert. Die Halle 4 von 1953/54 steht seit 2015 unter Bremer Denkmalschutz.

### Erfolgreiche Zeiten: Die 1950er
1953 wurde der Lloyd 400 mit einem auf 400 cm³ (13 PS) vergrößerten Motor vorgestellt. Hatte der 300er noch eine eher plumpe Karosserie, zeigte sich das neue Modell mit einer eleganteren Linienführung, die bis zum Ende der Produktion der „kleinen“ Lloyd im Wesentlichen beibehalten wurde. Auch der 400er wurde anfänglich mit einer Sperrholz-Kunstleder-Karosserie gefertigt. Bis Oktober 1954 wurden die Holzteile des in Bremen-Neustadt gebauten Wagens nach und nach durch Stahl ersetzt. Die Fahrleistungen der sparsam motorisierten Zweitakt-Lloyd waren gering. Insbesondere die Steigfähigkeit an längeren Berghängen war verbesserungswürdig. Der Volksmund, und hier besonders die Fahrer leistungsstärkerer Wagen kolportierten daher zuweilen den Spruch „… steht am Berg und heult!“, was in Anbetracht des Motorengeräuschs nicht ganz unberechtigt war.
1955 kam der Lloyd LP 600 mit 600-cm³-Viertaktmotor heraus; es war das erfolgreichste Jahr in der Unternehmensgeschichte: Über 58.000 Fahrzeuge wurden gebaut – Lloyd lag nach VW und Opel auf Platz drei der deutschen Zulassungsstatistik und stellte mit fast 70 Prozent den höchsten Anteil aller Pkw der Borgward-Gruppe. Der LP 600 wurde ständig verbessert. In der Ausführung mit synchronisiertem Getriebe, Kurbelfenstern und von außen zu öffnendem Kofferraum hieß er ab 1957 „Alexander“. 1958 wurde zusätzlich eine TS-Version mit neuem Kühlergrill ins Programm genommen, die 25 PS hatte und über 110 km/h schnell war. Aus Gründen der Versicherungseinstufung wurde die Leistung später auf 23 PS gedrosselt, sodass die Höchstgeschwindigkeit nur noch 107 km/h betrug. Insgesamt liefen 176.524 Stück des 600er vom Band, die letzten beiden Fahrzeuge wurden 1963 aus Restbeständen gefertigt.
Bereits Ende 1952 stellte das Unternehmen für Kleingewerbetreibende den LTK 500 vor, einen Kastenwagen von 500 kg Nutzlast mit Zweitaktmotor und der Lloyd-typischen Sperrholzkarosserie. Gleichzeitig wurde der Wagen als sechssitziger Kleinbus (LT 500/6) angeboten. 1953 kam der Pritschenwagen LT 500 Pick-up dazu. Nach der Umstellung auf Viertaktmotoren im September 1955 wurden der Kastenwagen LTK 600 und der Kleinbus LT 600/6 auf Wunsch ab Ende 1956 auch mit dem 50 cm längeren Chassis des Pritschenwagen hergestellt. Der LT 600/6 in der Langversion wurde in ansehnlichen Stückzahlen auch in die USA exportiert, wo er vorwiegend als Campingwagen Verwendung fand.

### Konkurs der Borgward-Gruppe: Das Ende 1961
Am Konkurs des Borgward-Konzerns 1961 (siehe auch: Borgward-Konkurs) hatte das Modell „Arabella“, das 1959 auf den Markt kam, einen beträchtlichen Anteil: Die Entwicklung des Wagens mit einem neuen Vierzylinder-Viertaktmotor und der Aufbau der modernen Produktionsanlagen verursachten Investitionen und Abschreibungen in Höhe von 27 Millionen DM, die nach dem Absatzeinbruch für die Fahrzeuge der Borgward-Gruppe vor allem in den USA Ende 1960 vom Konzern nicht mehr zwischenfinanziert werden konnten. Dazu kamen Anlaufschwierigkeiten und Kosten für Rückrufaktionen. Die Arabella war zwar komplett ausgestattet, aber zu knapp kalkuliert und fuhr pro verkauftem Fahrzeug nur Verluste ein. Im Vergleich zum LP 600 war die Arabella eine logische Weiterentwicklung der bisher gebauten Kleinwagen als Lückenschluss zu den größeren Borgward-Wagen, jedoch bei moderner Linienführung (z. B. mit den damals modischen Heckflossen) immer noch preiswert und auch für Käufer mit geringerem Einkommen erschwinglich. Jedoch stellten sich zu Produktionsbeginn anfängliche Mängel ein, die zu teuren Rückrufaktionen und schweren Imageschäden führten: Es kam zu zahlreichen Getriebeschäden, außerdem gelangte bei Regen Wasser in den Innenraum, was dem Wagen den Spitznamen „Aquabella“ einbrachte.
Von der Arabella wurden insgesamt 47.042 Stück gebaut; davon bis 1963 nach dem Konkurs der Borgwardwerke 1961 noch 1.493 Fahrzeuge.
Die „Lloyd Motoren Werke“ bestanden als kleines Unternehmen bis 1989 weiter. 1995 ließ der Geschäftsführer Karl-Heinz Bädeker die Firma aus dem Handelsregister löschen. Neben der Ersatzteilversorgung für die gebauten Lloyd-Fahrzeuge übernahm man Ende der 1960er-Jahre die gleiche Funktion für die Borgward-Wagen. Außerdem wurde ab 1966 wieder der Zweizylinder-Zweitaktmotor der Lloyd-Personenwagen gefertigt. Über 8000 Stück wurden allein in die USA und nach Kanada geliefert, wo sie vor allem als Antriebsaggregate für Schneemobile dienten. Ferner wurde der Motor als Bootsmotor geliefert.

## Motorsport

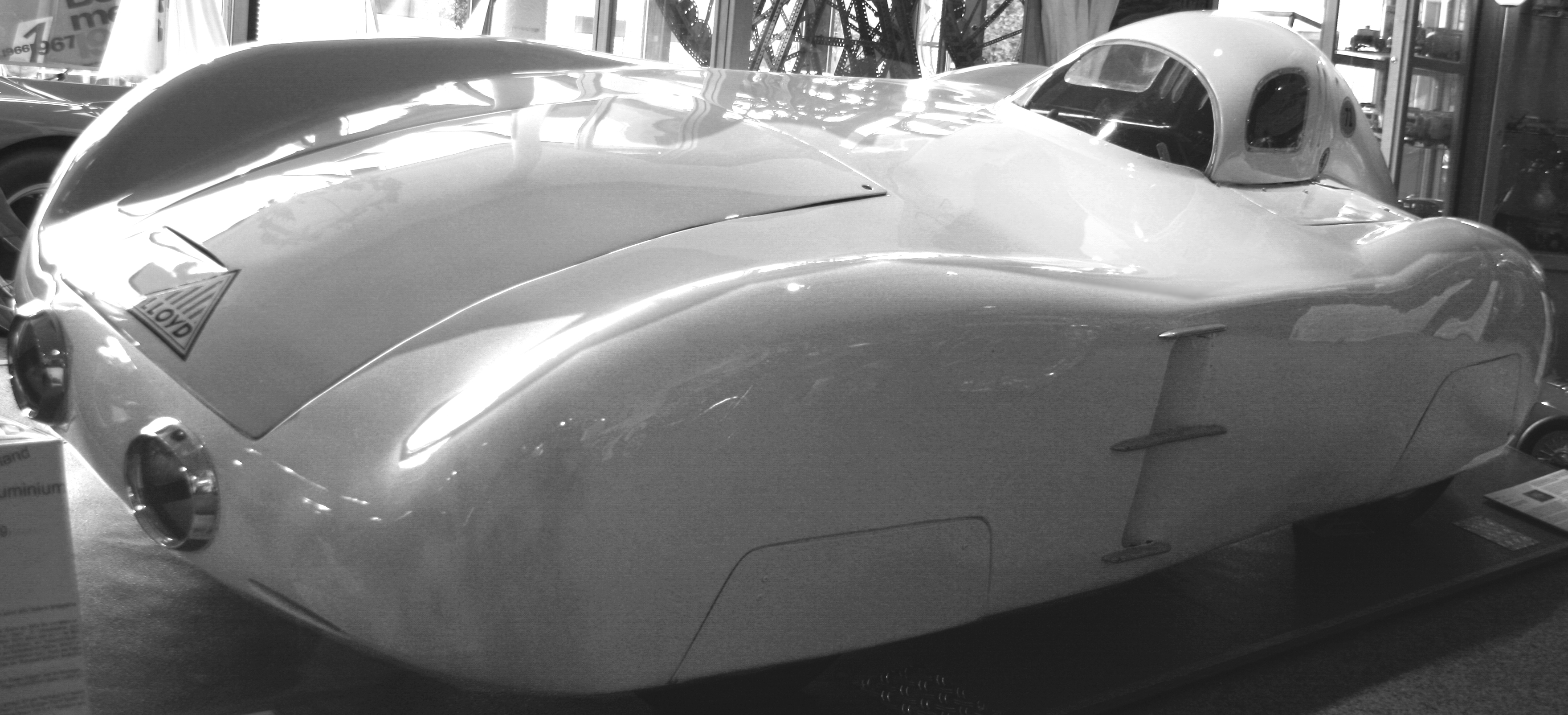
Lloyd-Rekordwagen

Lloyd nahm an zahlreichen Renn- und Rallyeveranstaltungen teil, um die Zuverlässigkeit und Robustheit der Wagen zu demonstrieren.
Lloyd siegte 1958 und 1959 bei den „12 Stunden von Hockenheim“, einem Rennen, bei dem unterschiedliche Marken wie BMW, Fiat, Glas und NSU mit ihren 600-cm³-Wagen gegeneinander antraten. Außerdem nahm Lloyd 1959 und 1960 mit dem „Alexander TS“ an der Rallye Monte Carlo teil. 1960 waren die Lloyd-Wagen die einzigen Autos der 600-cm³-Klasse, die das Ziel erreichten.
Der Wiesbadener Lloyd-Händler Karl-Heinz Schäufele baute 1954 einen stromlinienförmigen Rennwagen für Rekordfahrten. Zusammen mit den Fahrern Adolf Brudes und Hubertus Ricker holte er im Mai auf der französischen Rennstrecke Montlhéry 14 internationale Rekorde in der Klasse bis 350 cm³. Die Rekorde über 5000 Kilometer (Schnitt 112,10 km/h), 5000 Meilen und 24 Stunden sind bis heute ungebrochen. 1955 wurde der „Weiße Maus“ genannte Wagen mit einem 400-cm³-Motor versehen. Wieder in Montlhéry holten die gleichen drei Fahrer in der Klasse bis 500 cm³ 13 internationale Rekorde.

## Weltumrundung
Der Bremer Kaufmann Wolfram Block startete am 7. Januar 1956 mit einem Lloyd 600 zu einer Weltreise. Block legte insgesamt 89.000 Kilometer zurück und kehrte am 28. Mai 1957 nach Bremen zurück. Seine Abenteuer beschrieb er in dem Buch Weltreise mit 19 PS.

## Systematik der Typenbezeichnungen
Bis zum Alexander setzte sich die Typenbezeichnung für die Pkw aus einer Buchstabenkombination und einer Zahl zusammen:
- Ein L für Lloyd
- Ein Buchstabe für die Karosserieform, nämlich
  - C für Coupé (beim 300er) bzw. für Cabriolimousine (beim 400er und 600er)
  - K für Kastenwagen (Kleinlieferwagen ohne hinteres Seitenfenster)
  - P für Personenwagen (Limousine)
  - S für Stationswagen (Kombi im heutigen Sprachgebrauch mit hinterem Seitenfenster)
- Eine Zahl entsprechend dem gerundeten Wert des Hubraums in Kubikzentimetern

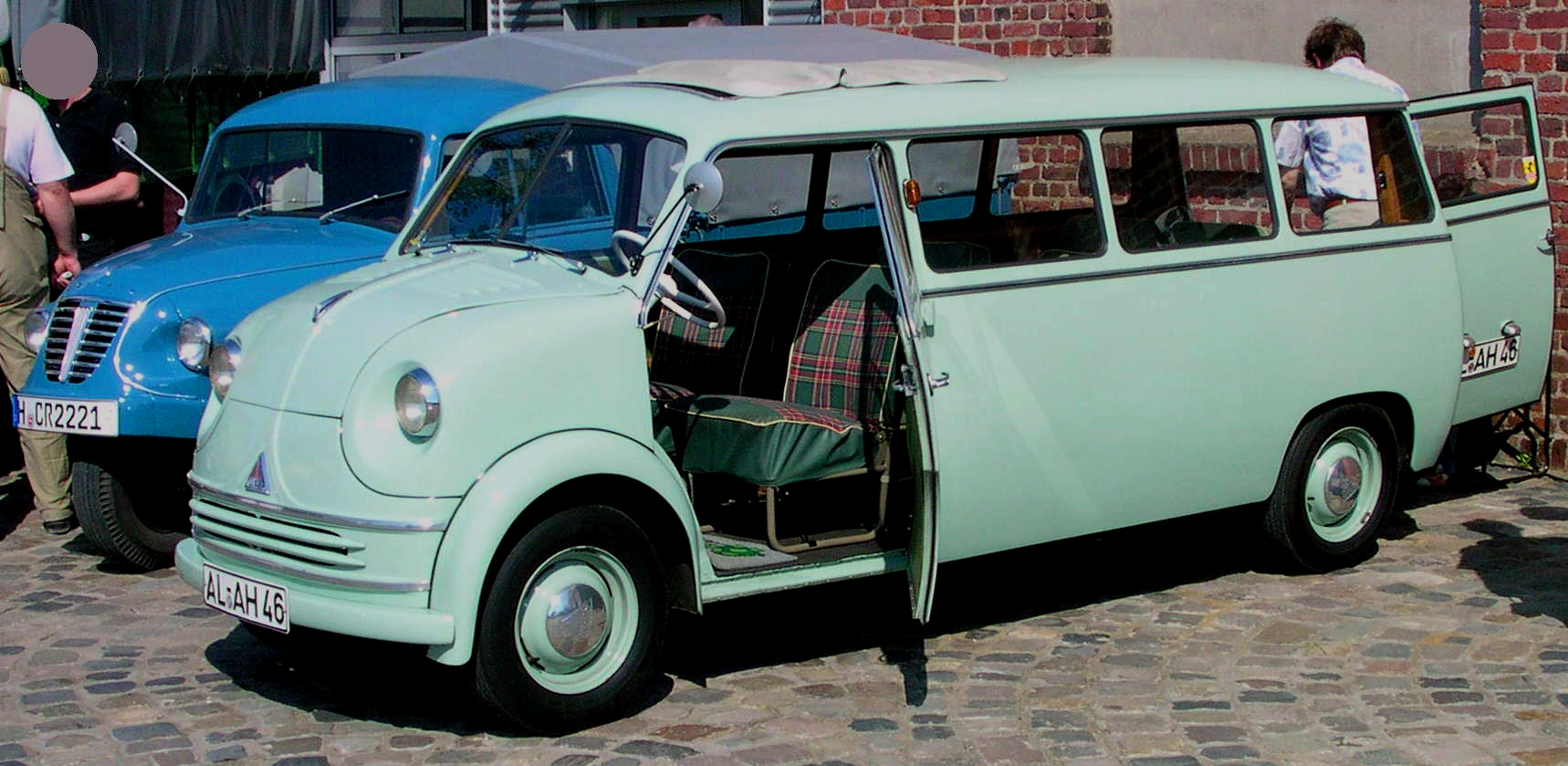
Lloyd LT 600 – Bus

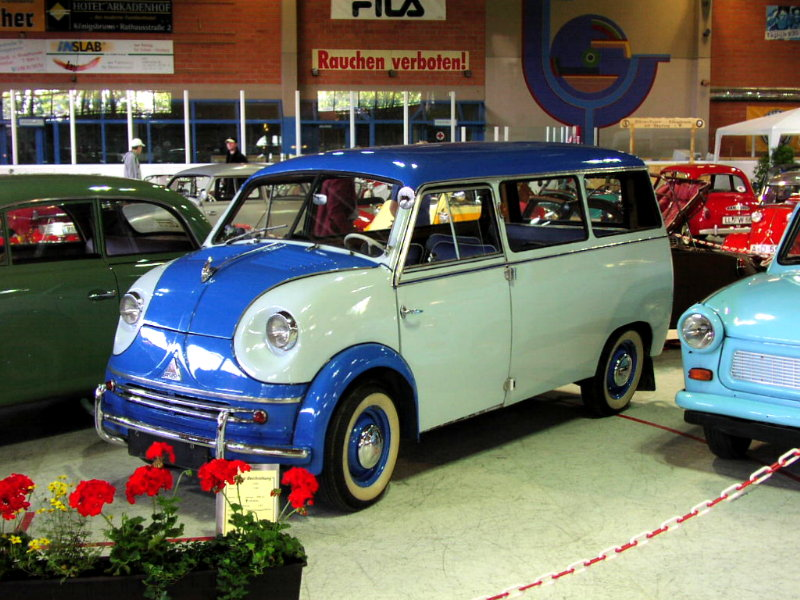
Lloyd LT 600 Bus, Bj. 1957

Bei den Lieferwagen- bzw. Busmodellen stand der zweite Buchstabe T für Transporter.
Die nachfolgende Zahl gibt den Hubraum des Motors auf volle 100 cm³ aufgerundet an. Ausnahmen: Der LP 250, der tatsächlich 250 cm³ Hubraum hatte, und der LT 500, der von dem gleichen 400-cm³-Motor angetrieben wurde wie der LP 400.
Der Lloyd Alexander trug diesen Namenszug neben der Bezeichnung 600, die nach wie vor am Heck zu finden war. Der Lloyd Arabella wurde, entsprechend dieser Systematik, auch als Lloyd 900 bezeichnet. Beim Alexander TS hingegen war die Bezeichnung als 600er nicht gebräuchlich und auch am Wagen nicht angebracht.

## Modelle und Stückzahlen
| Modell                        | Karosserie                      | Bauzeit   | Motor                | Hubraum | kW (PS)                        | Gänge | km/h |
| ----------------------------- | ------------------------------- | --------- | -------------------- | ------- | ------------------------------ | ----- | ---- |
| Lloyd LP 300                  | Limousine                       | 1950–1952 | 2 Zylinder; Zweitakt | 293     | 7,4 (10)                       | 3     | 75   |
| Lloyd LS 300                  | Kombi                           | 1951–1952 | 2 Zylinder; Zweitakt | 293     | 7,4 (10)                       | 3     | 75   |
| Lloyd LK 300                  | Kastenwagen                     | 1951–1952 | 2 Zylinder; Zweitakt | 293     | 7,4 (10)                       | 3     | 75   |
| Lloyd LC 300                  | Coupé                           | 1951–1952 | 2 Zylinder; Zweitakt | 293     | 7,4 (10)                       | 3     | 75   |
| Lloyd LP 400                  | Limousine                       | 1953–1957 | 2 Zylinder; Zweitakt | 386     | 9,6 (13)                       | 3     | 75   |
| Lloyd LS 400                  | Kombi                           | 1953–1957 | 2 Zylinder; Zweitakt | 386     | 9,6 (13)                       | 3     | 75   |
| Lloyd LK 400                  | Kastenwagen                     | 1953–1957 | 2 Zylinder; Zweitakt | 386     | 9,6 (13)                       | 3     | 75   |
| Lloyd LC 400                  | Cabrio                          | 1953–1957 | 2 Zylinder; Zweitakt | 386     | 9,6 (13)                       | 3     | 75   |
| Lloyd LT 500                  | Lieferwagen/Bus                 | 1953–1957 | 2 Zylinder; Zweitakt | 386     | 9,6 (13)                       | 3     | 75   |
| Lloyd LP 250 und 250 V        | Limousine                       | 1956–1957 | 2 Zylinder; Zweitakt | 250     | 8,1 (11)                       | 3     | 75   |
| Lloyd LP 600                  | Limousine                       | 1955–1961 | 2 Zylinder; Viertakt | 596     | 14 (19)                        | 3     | 100  |
| Lloyd LS 600                  | Kombi                           | 1955–1961 | 2 Zylinder; Viertakt | 596     | 14 (19)                        | 4     | 100  |
| Lloyd LK 600                  | Kastenwagen                     | 1955–1961 | 2 Zylinder; Viertakt | 596     | 14 (19)                        | 4     | 100  |
| Lloyd LC 600                  | Cabriolimousine                 | 1955–1958 | 2 Zylinder; Viertakt | 596     | 14 (19)                        | 4     | 100  |
| Lloyd LP 600/LS 600 Alexander | Limousine oder Kombi            | 1957–1961 | 2 Zylinder; Viertakt | 596     | 14 (19)                        | 4     | 100  |
| Lloyd Alexander TS            | Limousine oder Kombi            | 1958–1961 | 2 Zylinder; Viertakt | 596     | 17 (23)                        | 4     | 107  |
| Lloyd LT 600                  | Bus/Liefer- bzw. Pritschenwagen | 1955–1961 | 2 Zylinder; Viertakt | 596     | 14 (19)                        | 4     | 85   |
| Lloyd Theodor                 | LT 600 Sonderaufbau Campingbus  | 1955–1961 | 2 Zylinder; Viertakt | 596     | 14 (19)                        | 4     | 85   |
| Lloyd 900 Arabella            | Limousine                       | 1959–1961 | 4 Zylinder; Viertakt | 897     | 28 (38) 1960–1963 auch 25 (34) | 4     | 120  |
| Lloyd 900 Arabella de Luxe    | Limousine                       | 1960–1961 | 4 Zylinder; Viertakt | 897     | 33 (45)                        | 4     | 133  |

| Modell                                              | Stückzahl |
| --------------------------------------------------- | --------- |
| Lloyd 300 LP, LS und LC                             | 18.087    |
| Lloyd 400 LP, LS und LC                             | 109.878   |
| Lloyd 250 und 250 V                                 | 3.768     |
| Lloyd 600 LP, LS und LC, Alexander und Alexander TS | 176.524   |
| Lloyd Arabella und Arabella de Luxe                 | 47.549    |